# Exitianus
Exitianus är ett släkte av insekter. Exitianus ingår i familjen dvärgstritar.

## Dottertaxa tillExitianus, i alfabetisk ordning[1]
- Exitianus abruptus
- Exitianus africanus
- Exitianus angulatus
- Exitianus apophysiosus
- Exitianus arenaceus
- Exitianus atratus
- Exitianus attenuatus
- Exitianus brevis
- Exitianus brunneopictus
- Exitianus capicola
- Exitianus centralis
- Exitianus coronatus
- Exitianus curvipenis
- Exitianus distanti
- Exitianus evansi
- Exitianus excavatus
- Exitianus exitiosa
- Exitianus exitiosus
- Exitianus frontalis
- Exitianus fusconervosus
- Exitianus ghaurii
- Exitianus greensladei
- Exitianus indicus
- Exitianus karachiensis
- Exitianus kumaonis
- Exitianus luctuosus
- Exitianus major
- Exitianus minor
- Exitianus mucronatus
- Exitianus nanus
- Exitianus natalensis
- Exitianus nigrens
- Exitianus obscurinervis
- Exitianus occidentalis
- Exitianus okahandia
- Exitianus peshawarensis
- Exitianus picatus
- Exitianus plebeius
- Exitianus pondus
- Exitianus quadratulus
- Exitianus selbyi
- Exitianus spinosus
- Exitianus transversalis
- Exitianus tricolor
- Exitianus turneri
- Exitianus upenis
- Exitianus zuluensis